# 富什 (阿肯色州)
富什（英語：Fourche）是一個位於美國阿肯色州佩里縣的城市。

## 地理
富什的座標為34°59′35″N 92°37′08″W / 34.99306°N 92.61889°W，而該地的平均海拔高度為90米（即295英尺）。

## 人口
根據2020年美國人口普查的數據，富什的面積為0.52平方千米，皆為陸地。當地共有人口56人，而人口密度為每平方千米107人。